# The Man from the East (film 1914)
The Man from the East è un cortometraggio muto del 1914 scritto, diretto e interpretato da Tom Mix.

## Produzione
Il film fu prodotto dalla Selig Polyscope Company.

## Distribuzione
Distribuito dalla General Film Company, il film - un cortometraggio in una bobina - uscì nelle sale cinematografiche statunitensi il 15 dicembre 1914.